# Abflussmessstation Embudo

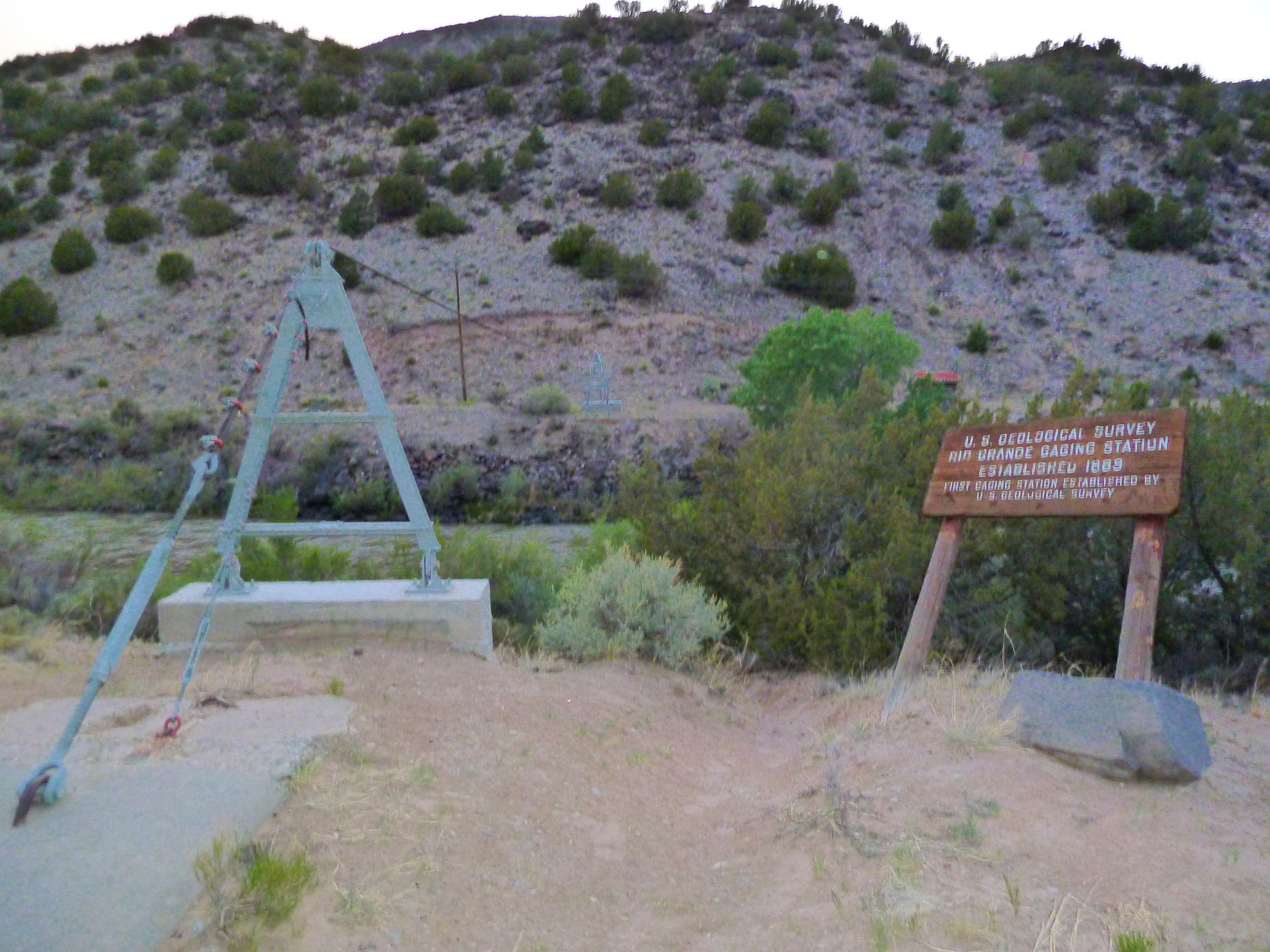
Seil der 1889 eingerichteten Abflussmessung

Die Abflussmessstation Embudo, englisch Embudo Stream Gauging Station, ist eine Abflussmessung am Rio Grande im Rio Arriba County oberhalb Velarde  im Bundesstaat New Mexico der Vereinigten Staaten. Die 1889 errichtete Messstation war der erste Pegel des US Geological Surveys und erhielt deshalb 1973 den Status eines ingenieurtechnischen Denkmals.

## Geschichte
Die erste Messung am Rio Grande erfolgte von einem Floß aus. Es bestand aus vier leeren Fässern als Schwimmkörper und war an einem Seil gesichert, das über den Fluss gespannt war. Vom Floß aus konnten Lotungen und Fließgeschwindigkeitsmessungen vorgenommen werden. Da am Anfang noch keine Strömungsmessgeräte zur Verfügung standen, konstruierten die Ingenieure zunächst verschiedene Geräte, die die Technik der Logleine verwendeten. Später wurde das Gefälle des Flusses bestimmt und Formeln zur Berechnung des Abfluss entwickelt.
Die Abflussmessstation diente auch als Ausbildungsstätte für angehende Hydrologen. Neben der Abflussmessung wurden auch meteorologischen Daten gesammelt. Stündlich wurde das Barometer abgelesen und zweimal am Tag die Temperatur des Flusses gemessen. Die Wasserverdunstung wurde empirisch ermittelt, indem die Verdunstung von Wasser in einem Backblech beobachtet wurde.